# كوكا المحس
تعتبر قرى كوكا مدن حقيقية ليس بوصفها الجغرافي، بل بكنوزها التاريخية والحضارية الغنية والثرة. وكوكا هي أول مركز إداري لحكم شمال السودان في عهود النوبة      الزاهرة وأوج مجد حضارتها، وهي الحضارة التي لم يسبر أغوارها الباحثون حتى الآن كما قال الشاعر الحردلو: 
أنا نوبيا.. ملك شعار نوبيا.. مهاجر ليك يا نوبيا
مسافر ليك من خمسة آلاف سنين نوبيا.. ولم أصل إلى نوبيا
معنى كلمة كوكا:
لفظة نوبية بمعنى (انزوت)، وهي الأرض المنخفضة المحاطة بأراضي مرتفعة نسبياً.
الموقع الجغرافي:
تقع كوكا على الضفة الغربية لنهر النيل،  خاصرة بركة المحس جنوب غرب دلقو. تحدها من الجنوب شياخة كجبار ومن الشمال شياخة الترعة المتاخمة ومن الشرق نهر النيل ومن الغرب الأراضي الزراعية. وتتبع لها كدرمة بالضفة الشرقية، وتمتد الشياخة شرقاً وغرباً على ضفتي نهر النيل بمحاذاة النخيل الباسقة التي تفصل النيل عن المساكن.
التركيبة السكانية:
يتراوح عدد سكان شياخة كوكا بين 7 - 8 آلاف نسمة يعيشون في المنطقة ومدن السودان ودول المهجر المختلفة. وتتشكل التركيبة السكانية لشياخة كوكا من الأسر النوبية الآتية:
أل إسحق محمد : إسحق محمد وأبناءه وأحفاده ويسكنون بحي إبليس وهم العائلة الأكبر بكوكا.
آل كرومة: عبد الحليم الكبير وأبناءه وأحفاده وهم يقطنون بحي شفاركي.
آل داؤود: أبناؤه وأحفاده ويقطنون بحي كتيركي.
آل صادق: واسم الشهرة (شمنتود) وأبناؤه وأحفاده ويقطنون بحي نوركي.
آل بري: الشيخ الكبير الحاج عبد الرحمن بري وأبناءه وأحفاده ويقطنون بحي نوركي.
آل فضل: فضل عبد الله (آل علي) وأبناؤه وأحفاده ويقطنون بحي حسنكي.
آل حاج محمد أحمد: حاج محمد أحمد وأبناؤه وأحفاده ويقطنون بحي مسانكي.
آل محمد إدريس: واسم الشهرة (كرار) فرع إدريس أرو وأبناءه وأحفاده ويقطنون بحي ساندوكي.
آل خيري: واسم الشهرة (أبو شنب) وآل إسماعيل طه فرع شلبي دياب أرو أبناءهم وأحفادهم وهم يقطنون بحي ساندوكي.
آل دياب نصر (الملك): أرو كوكا الكبير وهو جد كل آل دياب وأبناءه وأحفاده وهم يقطنون بحي كوكا وسط.
آل أبو بكر وعباس (إدريس خميسو): أبناءه وأحفاده وهم يقطنون بحي فرنكو (فركو) الساقية (9)، وهم فرع من المحسي.
آل صبر الكبير: وهم فرع من إدريس أرو (حاجن أسي)
آل محمود نصر: أبناءه وأحفاده وهم شركاء الساقية (9) فرنكو.
آل أرباب عباس: (أرو شلبي) فرع من دياب نصر الكبير.
آل محمد علي: ولقبهم (كتير) وهم يقطنون بحي فيانكي.
آل ديشاب: وهم يقطنون بحي هرج.
آل عيد: أبناء وأحفاد علي عيد.
آل أحمد محمد أحمد: أبناء وأحفاد محمد أحمد وهم يقطنون بحي أبو جارة.
آل إسماعيل وصالح: أبناءه وأحفاده (فرع من أرو عبد الله) وهم يقطنون بحي جديد الساقية (15).
آل محمد المحسي: محمد إدريس وأبناؤه وأحفاده وهم يقطنون بحي وفتارِكي الساقية (16).
آل شيخ طويل: أبناء وأحفاد شيخ طويل حامد وهم يقطنون بحي كرام الساقية (17).
آل بدري: أبناءه وأحفاده وهم فرع شيخ طويل حامد وهم يقطنون بحي كرام الساقية (17)..
آل همت خيري: أبناء وأحفاد خيري الكبير ويقطنون بحي فِلّو الساقية (18).
آل حاج محمد عبد الله (أرينتود) تابع للمحسي وهم يسكنون في حي كدرمة بالضفة الشرقية
آل كمبال الكبير: فرع من أرو الكبير يسكنون كوكا وسدلة وأكد وبدين. وعمسيب كمبال يسكنون الملوكية بأردوان.
آل الزبير حمزة: وأبناءه وأحفاده فرع من أرو شلبي ويسكنون في أقتري بدلقو.
المساحة:
تبلغ مساحة شياخة كوكا 30 كيلومتر مربع.
1. ↑  "Ancient Nubia: A-Group 3800–3100 BC". The Oriental Institute. مؤرشف من الأصل في 2018-09-21. اطلع عليه بتاريخ 2016-07-01.
2. ↑  Society, National Geographic (20 Jul 2018). "The Kingdoms of Kush". National Geographic Society (بالإنجليزية). Archived from the original on 2020-06-08. Retrieved 2020-06-22.
3. ↑  "معلومات عن نوبيون على موقع vocab.getty.edu". vocab.getty.edu. مؤرشف من الأصل في 2020-04-17.
4. ↑  NECIA DESIREE (30 Aug 2006). Nubian Pharaohs and Meroitic Kings: The Kingdom of Kush (بالإنجليزية). AuthorHouse. ISBN:978-1-4520-3063-0. Archived from the original on 2020-06-22.
5. ↑  "ديوان قصائد وأشعار سيد أحمد الحردلو | ديوان قاعدة بيانات الشعر العربي صفحة 1". DiwanDB.com. مؤرشف من الأصل في 2022-11-13. اطلع عليه بتاريخ 2022-11-13.
6. ↑  خبر وفاته في البيان الإمارتية نسخة محفوظة 17 نوفمبر 2012 على موقع واي باك مشين.
7. ↑  "كيف كان المصريون القدماء يقدسون نهر النيل؟". BBC News عربي. مؤرشف من الأصل في 2021-04-07. اطلع عليه بتاريخ 2021-06-13.